# Nino de Angelo
Nino de Angelo (nacido como Domenico Gerhard Gorgoglione, el 18 de diciembre de 1963, en Karlsruhe) es un cantante y actor alemán que participó en el Festival de la Canción de Eurovisión 1989 con la canción "Flieger" (Aviador) donde obtuvo el 14° puesto con 46 puntos.
Logró un éxito menor con su canción "Guardian Angel" de 1984, logrando entrar en los UK Singles Chart. Originalmente grabada en Alemán y escrita por el músico Drafi Deutscher, la canción "Jenseits von Eden" permaneció en el puesto #1 por diez semanas en los charts de Alemanas, mientras que una versión en Italiano de esta misma canción fue #1 en Francia durante cinco semanas. Además, él colaboró con el grupo alemán Mr. President, interpretando una canción titulada "Olympic Dreams" de su álbum "We See the Same Sun". La banda punk alemana Die Ärzte grabó una versión del tema "Jenseits von Eden" para su álbum homónimo de 1986.

## Discografía

### Álbumes de estudio
- 1983: Junges Blut
- 1984: Jenseits Von Eden
- 1984: Nino
- 1984: Zeit Für Rebelle
- 1985: Time To Recover
- 1986: Ich suche nach Liebe
- 1987: Durch tausend Feuer
- 1988: Baby Jane
- 1989: Flieger
- 1989: Samuraj
- 1991: De Angelo
- 1993: Verfluchte Zeiten
- 2000: Schwindelfrei
- 2002: Solange man liebt
- 2003: Zurück nach vorn
- 2004: Un Momento Italiano
- 2005: Nino
- 2012: Das Leben ist schön
- 2014: Meisterwerke – Lieder meines Lebens
- 2017: Liebe für immer
- 2021: Gesegnet & verflucht
- 2023: Von Ewigkeit zu Ewigkeit

### Sencillos
- 1983: "Jenseits von Eden"
- 1984: "Atemlos" / "Gar Nicht Mehr"
- 1984: "Giganti" / "Tempo Verra"
- 1984: "Guardian Angel"
- 1984: "Unchained Love"
- 1984: "Wir Sind Giganten" / "Zeit Für Rebellen"
- 1989: "Flieger" / "Laureen"
- 1989: "Samuraj"
- 1989: "If There Is One Thing That's Forever"
- 2001: "Engel"
- 2002: "Ich mach' meine Augen zu (Everytime)" (with Chris Norman)
- 2002: "Wenn du lachst"
- 2004: "Komm zurück zu mir"
- 2005: "Im Arm eines Engels"
- 2005: "Wie der Wind"
- 2006: "Wenn Du mich suchst"
- 2007: "Dich holt niemand mehr zurück"
- 2012: "Heiligenschein"
- 2016: "So lang mein Herz noch schlägt"
- 2017: "Liebe für immer"
- 2020: "Gesegnet und verflucht"
- 2021: "Zeit heilt keine Wunden"
- 2023: "Mein Kryptonit"